# سن-رمون، کبک
سن-رمون (به فرانسوی: Saint-Raymond) شهرکی در منطقه شهری پورتنوف ناحیه کاپیتل-ناسیونال در استان کبک کانادا است. در سرشماری سال ۲۰۱۱ این شهرک ۹٬۲۹۸ نفر جمعیت داشته‌است و مساحت آن ۶۸۴٫۶۵ کیلومتر مربع است.